# Neoperla bicoronata
Neoperla bicoronata är en bäcksländeart som beskrevs av Peter Zwick 1986. Neoperla bicoronata ingår i släktet Neoperla och familjen jättebäcksländor. Inga underarter finns listade i Catalogue of Life.